# グロウラーITV
グロウラー ITV（英語: Growler ITV（Internally Transportable Vehicle）は、アメリカ合衆国で開発された軽汎用車両である。
アメリカ海兵隊のITV計画に応じて開発されたもので、従来の軽汎用車両（ジープやM151 MUTT）よりも小型・軽量となっている。

## 概要
アメリカ海兵隊は2003年より、ドイツのメルセデス・ベンツ・GクラスSUVを元にしたIFAVを配備してきた。しかし、この車両は中型のCH-46 シーナイトやMV-22B オスプレイでは空輸できず、大型のCH-53E スーパースタリオンを投入する必要があった。このことから、MV-22Bの機内に収容して輸送できる新しい軽汎用車両として、ITV（Internally Transportable Vehicle）を開発する計画が開始された。開発契約は2004年に締結された。
開発は当初、前任者であるM151 MUTTの設計をベースとして着手された。しかし、MV-22Bの貨物室（幅5フィート (1.5 m)×高さ5フィート (1.5 m)×17フィート (5.2 m)）に収容するという要求は極めて厳格なものであり、まもなく全面的に改設計されることとなった。
配備は2008年9月より開始され、まず各大隊に15両が配備された。2011年8月15日までにM1161x209両、M1163x102両が調達されている。最終的には694両が調達される予定である。

## バリエーション
グロウラーには下記の2種がある。
M1161 ITV-LSV（Light Strike Variant）
強襲・輸送車両型。兵員3名を搭乗させるか、機関銃やMk19 自動擲弾銃などで武装して使用される。
M1163 ITV-PM（Prime Mover）
重迫撃砲牽引車型。同時期に採用されたM327 120mm重迫撃砲（EFSS）と組み合わせての運用が行われており、HIMARSやM777 155mm榴弾砲とともに火力の3本柱の一角と位置付けられていた。ただし本車の信頼性不足に加えて、実運用ではM327をMV-22Bの機内に収容することが困難だったこともあり、2017年には退役の予定が発表された。

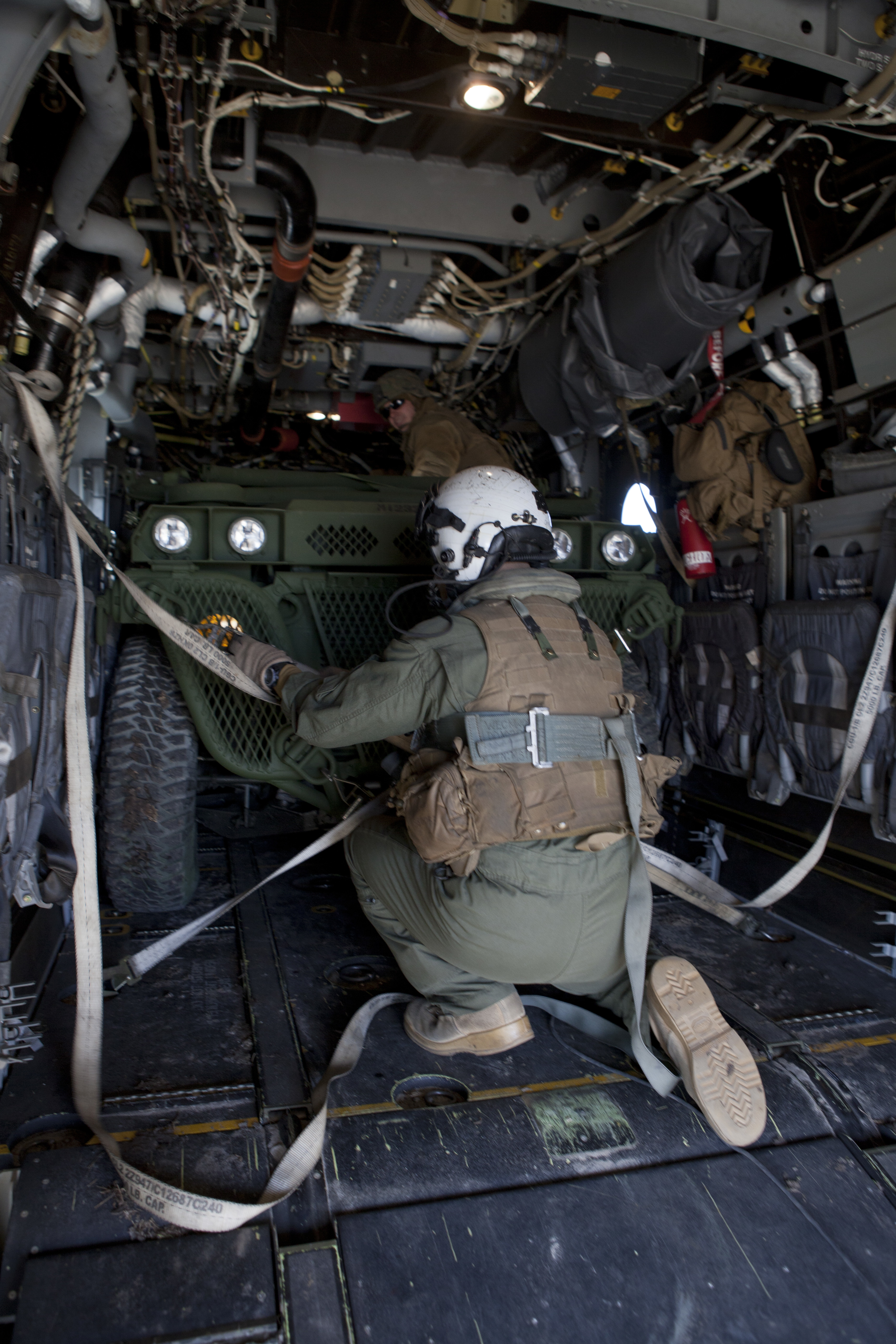
MV-22Bの機内に収まったM1161 ITV-LSV
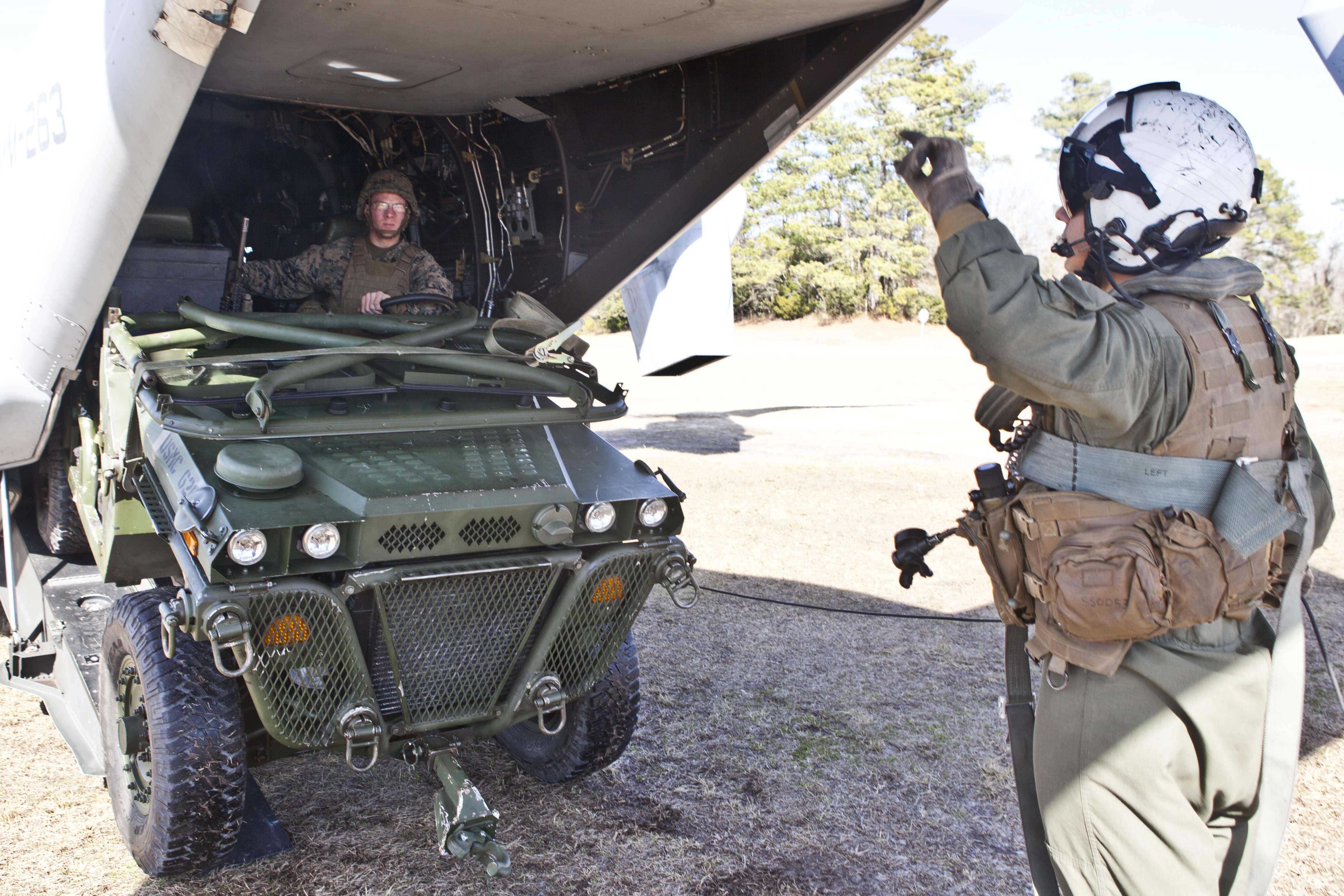
MV-22Bの後部ランプから下りるM1161 ITV-LSV
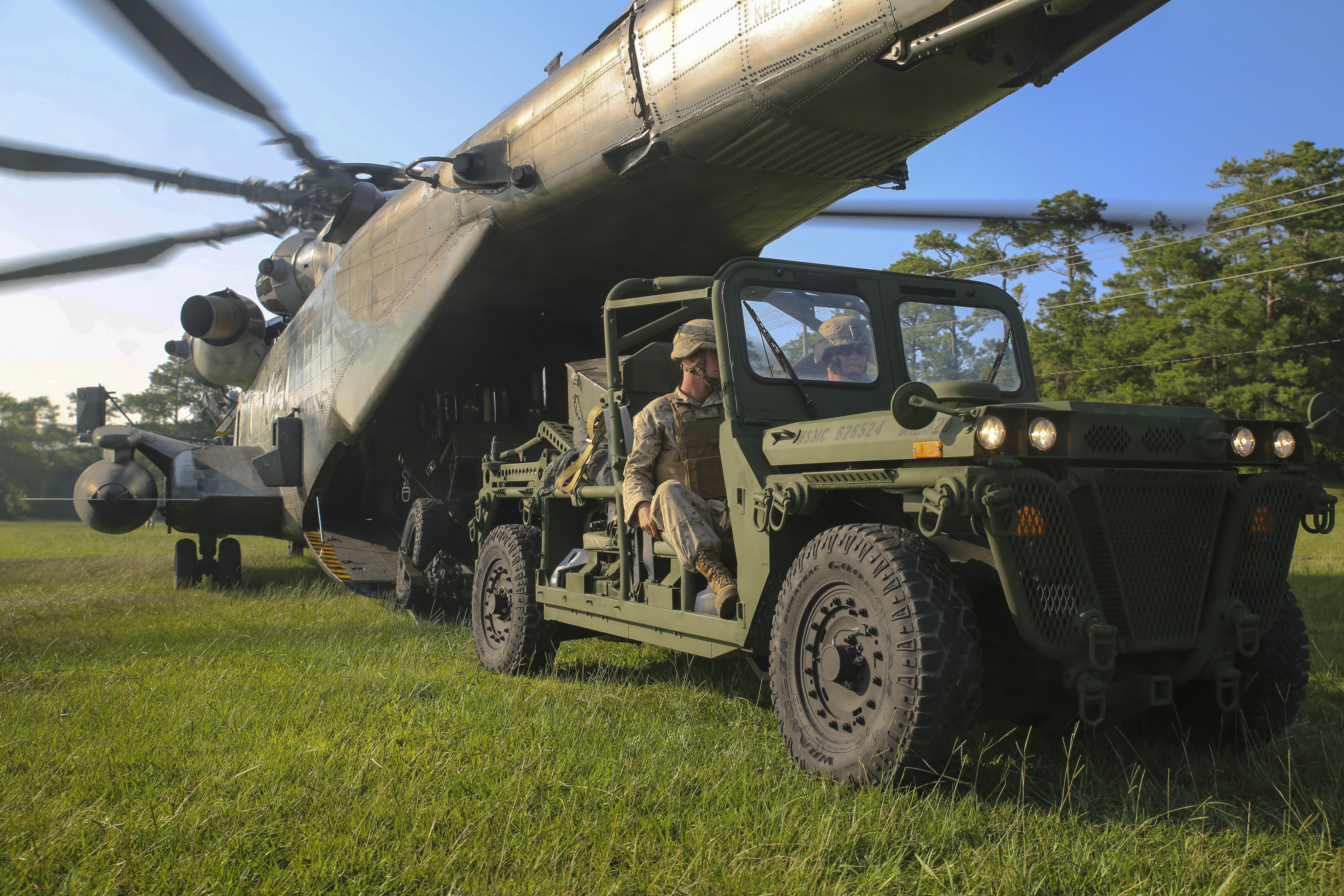
CH-53Eの後部ランプから下りるM1163 ITV-PM。M327 EFSSを牽引している。